# Langø, Vordingborg
Langø är en privatägd ö i Danmark.   Den ligger i Region Själland, i den sydöstra delen av landet och har 4 bofasta invånare (2020).
Ön har sedan år 1919 förbindelse med Sjælland via en 300 meter lång vägbank och en liten bro.